# كارلو دي بالما
كارلو دي بالما (بالإيطالية: Carlo Di Palma)‏ هو كاتب سيناريو ومصور سينمائي ومخرج إيطالي، ولد في 17 أبريل 1925 في روما في إيطاليا، وتوفي بنفس المكان في 9 يوليو 2004.

## وصلات خارجية
- كارلو دي بالما على موقع IMDb (الإنجليزية)
- كارلو دي بالما على موقع ألو سيني (الفرنسية)
- كارلو دي بالما على موقع أول موفي (الإنجليزية)
- كارلو دي بالما على موقع قاعدة بيانات الأفلام السويدية (السويدية)
- كارلو دي بالما على موقع قاعدة بيانات الفيلم (الإنجليزية)
- كارلو دي بالما على موقع كينوبويسك (الروسية)